# اندیس آنومالی شمال کرفتو
آنومالی شمال کرفتو یک اندیس فلزی است که در حوالی شهر چاپان استان کردستان قرار دارد و مادهٔ معدنی موجود در آن، طلا است.سنگ میزبان این اندیس سنگ آهک دولومیتی و سنگ آهک فوزولین‌دار است  